# 1992年夏季残疾人奥林匹克运动会伊拉克代表团
1992年夏季残疾人奥林匹克运动会伊拉克代表团是伊拉克派出的1992年夏季残疾人奥林匹克运动会代表团。获得1枚铜牌。